# Georg von Losenstein

Losensteiner Wappen

Georg von Losenstein (Jörg von Losenstein; * um 1440 auf Schloss Gschwendt in Neuhofen an der Krems; † 1509 in Eisenstadt) aus der Familie der Losensteiner war 1491–1494 Landeshauptmann der Steiermark und 1494–1501 Landeshauptmann von Oberösterreich.

## Leben
Urkundlich fassbar wird Georg von Losenstein im Jahr 1472. Er und sein Cousin Wilhelm von Losenstein verkauften damals das sogenannte Losenstein'sche Haus in Steyr an die Dominikaner, die dort ihr Klostergebäude errichteten, das heute unter Denkmalschutz steht (Listeneintrag).
Im Jahr 1474 beteiligte sich Georg von Losenstein beim Kampf um die böhmische Grenzfestung Hörschlag, die vom böhmischen Obersthofmeister Jaroslav Lev von Rosental im Auftrag des ungarischen Herrschers Matthias Corvinus erobert worden war. Als der habsburgische Kaiser Friedrich III. Oberösterreich in Viertel einteilen ließ, wurden Georg von Losenstein und Konrad Hurnheimer als Hauptmänner des Traunviertels ernannt.
Am 4. Oktober 1491 setzte Kaiser Friedrich III. seinen Vertrauensmann Georg von Losenstein als Landeshauptmann der Steiermark ein, der dort aber nie richtig Fuß fassen konnte. Es ist daher verständlich, dass Georg nach dem Tod Kaiser Friedrichs – wahrscheinlich auch auf Wunsch der steirischen Stände – am 2. Januar 1494 von diesem Amt abberufen wurde. Kaiser Maximilian I. ernannte Georg unmittelbar danach zum neuen Landeshauptmann von Österreich ob der Enns, womit er beide Länder zufrieden stellte, ohne Georg von Losenstein bloßzustellen. In Oberösterreich kümmerte sich Georg von Losenstein unter anderem um die Schiffbarkeit auf dem Fluss Traun: Nach der Entladung der mit Salz beladenen Zillen sollten diese mit einer Fracht von Lebensmitteln und anderem Bedarfsmaterial flussaufwärts wieder nach Gmunden zurückgebracht werden können. Während Georgs Amtszeit wurde auch die erste Donaubrücke in Linz errichtet.
Im Jahr 1501 gab Georg das Amt des Landeshauptmanns an seinen Nachfolger ab und wurde gemeinsam mit seinem Vetter Christoph von Losenstein, der als einer der wenigen Rechtsanwälte im Reich hohes Ansehen genoss, zum Hofrichter der niederösterreichischen Lande bestimmt. Gleichzeitig wurde Georg auch Pfleger in Wiener Neustadt. Im Jahr 1507 wurde Georg zum kaiserlichen Pfleger von Freistadt im Mühlviertel und 1508 zum Pfleger von Eisenstadt im Burgenland bestimmt, wo ihm auch die Verwaltung des Eisenstädter Schlosses (heute Schloss Esterhazy) übertragen wurde.

## Familie
Georg von Losenstein heiratete im Jahre 1460 die 15-jährige Anna von Toerring. Einige ihrer 11 Kinder dienten später als Kriegsherren von Kaiser Maximilian I., während Georgs Sohn Wolfgang von Losenstein als Raubritter berüchtigt war.